# Helmut Balke
Helmut Balke (* 22. November 1949 in Hamborn) ist ein ehemaliger deutscher Fußballspieler.

## Karriere
Balke war zwischen 1968 und 1985 in verschiedenen Vereinen als Mittelfeldspieler tätig und absolvierte insgesamt 304 Spiele in der 2. Bundesliga, von denen 236 in der damaligen 2. Bundesliga Nord absolviert wurden. Bei allen Mannschaften entwickelte er sich schnell zum Leistungsträger und kam auf eine Vielzahl von Einsätzen.
Nach seiner Jugendzeit in der Bezirksliga beim Duisburger Stadtteilverein Hamborn 90 wechselte er 1969 zum Lokalrivalen Hamborn 07, ehe er 1972 zu Preußen Münster in die damals zweitklassige Regionalliga wechselte. Ab 1974 spielte er dann ununterbrochen in der 2. Bundesliga Nord, unter anderem für Arminia Bielefeld, wo er mit Jürgen Gelsdorf und Ewald Lienen in einer Mannschaft stand.
Legendär wurde er allerdings bei Alemannia Aachen, für die er 195 Spiele bestritt. Die beste Platzierung erreichte er in der Saison 1980/81, als er mit der Alemannia den fünften Platz erreichte und im DFB-Pokal bis ins Achtelfinale gelangte. Noch erfolgreicher war er mit dem MSV Duisburg, als 1984 die Saison auf dem dritten Platz beendet wurde und man in den Relegationsspielen gegen Eintracht Frankfurt verlor.
Helmut Balke war nach seiner Spielerkarriere Trainer des SC Hertha Hamborn, beim Duisburger SV 1900, den Amateuren des MSV Duisburg sowie Co-Trainer der A-Junioren beim SuS 09 Dinslaken.